# Регіональний ландшафтний парк «Трахтемирів»
Регіона́льний ландша́фтний парк «Трахтеми́рів» — регіональний ландшафтний парк в Україні, в межах Трахтемирівського півостріва (Черкаська та  Київська області).
Площа 10711,2 га (станом на 2012 рік). Установа, яка не є землевласником та у віданні якої перебуває регіональний ландшафтний парк,— АТЗТ "Аграрно-екологічне об'єднання «Трахтемирів». Створений Рішенням Черкаської обласної ради від 26.02.2000 р. № 14-14.
Являє собою унікальний за геологічною будовою район, що характеризується значною піднятістю горбистої поверхні та утворенням ярів на правобережжі Дніпра. Переважають лучно-степові та широколистяно-лісові формації, зростає близько 10 червонокнижних видів рослин (цибуля ведмежа, підсніжник білосніжний, лілія лісова, рябчик шаховий та ін). Багатий тваринний світ (кріт звичайний, вечірниця дозірна, полівка лісова, миша жовтогорла, бабак, тхір чорний, лисиця звичайна, вовк, косуля європейська, лось звичайний, свиня дика). Зустрічаються птахи, занесені до Червоної книги України: орлан-білохвіст, пугач звичайний.

### Території природно-заповідного фонду у складі РЛП «Трахтемирів»
Нерідко, оголошенню національного парку або заповідника передує створення одного або кількох об'єктів природно-заповідного фонду місцевого значення. В результаті, великий РЛП фактично поглинає раніше створені ПЗФ. Проте їхній статус зазвичай зберігають. 
До складу території регіонального ландшафтного парку «Трахтемирів» входять такі об'єкти ПЗФ України: 
- Геологічна пам'ятка природи місцевого значення «Веселий шпиль»
- Геологічна пам'ятка природи місцевого значення «Канівська світа»
- Заповідне урочище «Григорівські горби»
- Заповідне урочище «Мушина гора»
- Заповідне урочище «Великі валки»

## Галерея

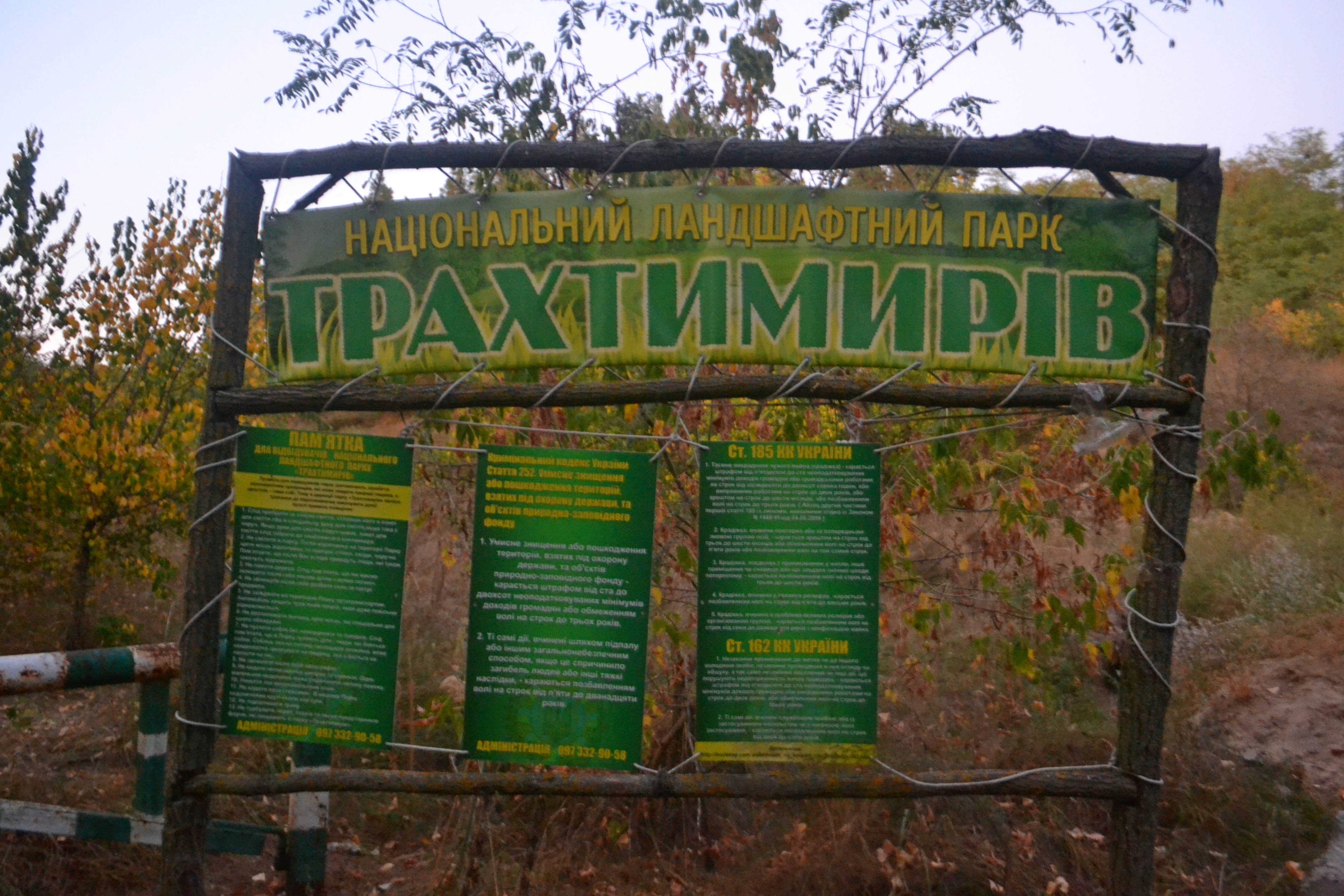
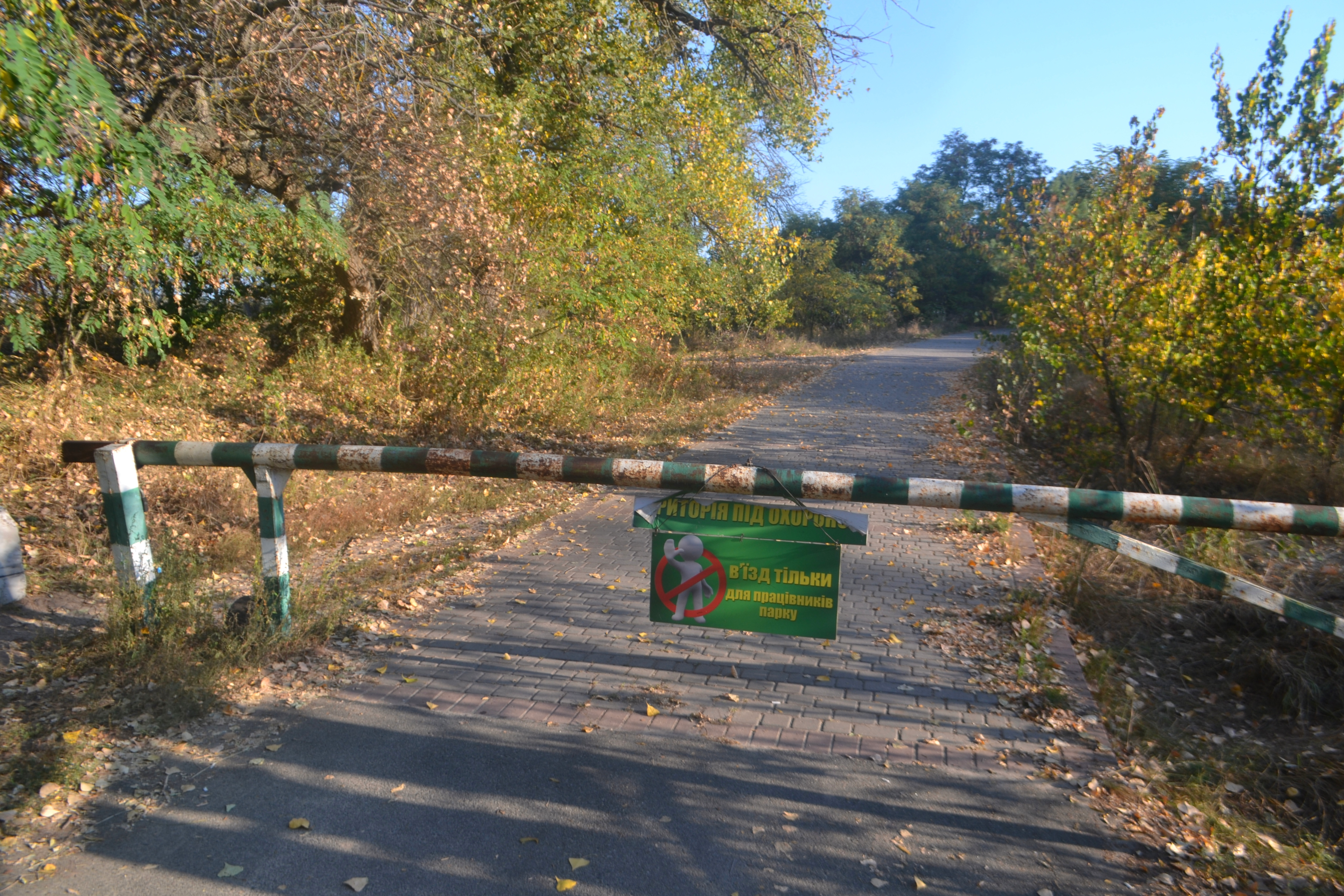
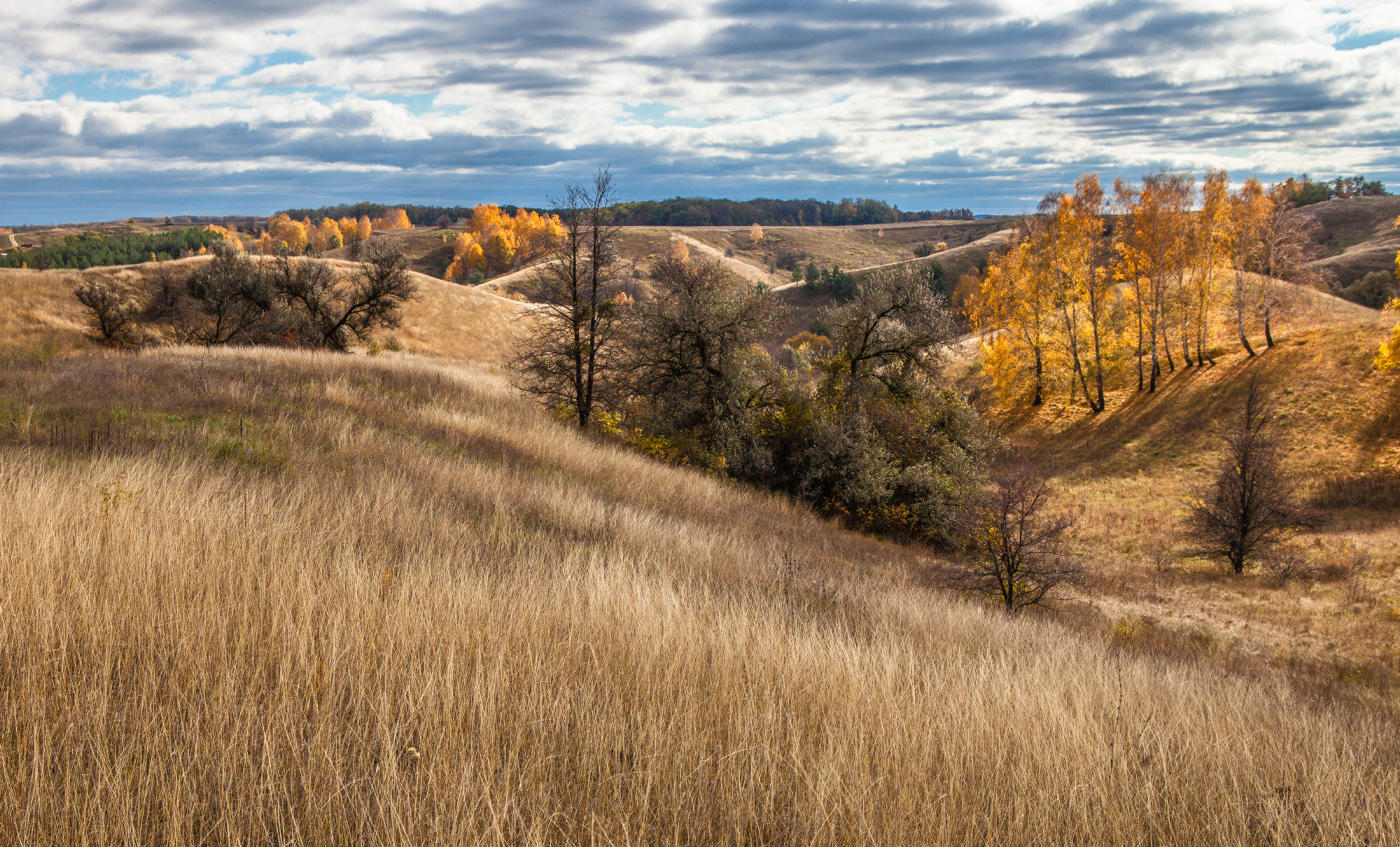
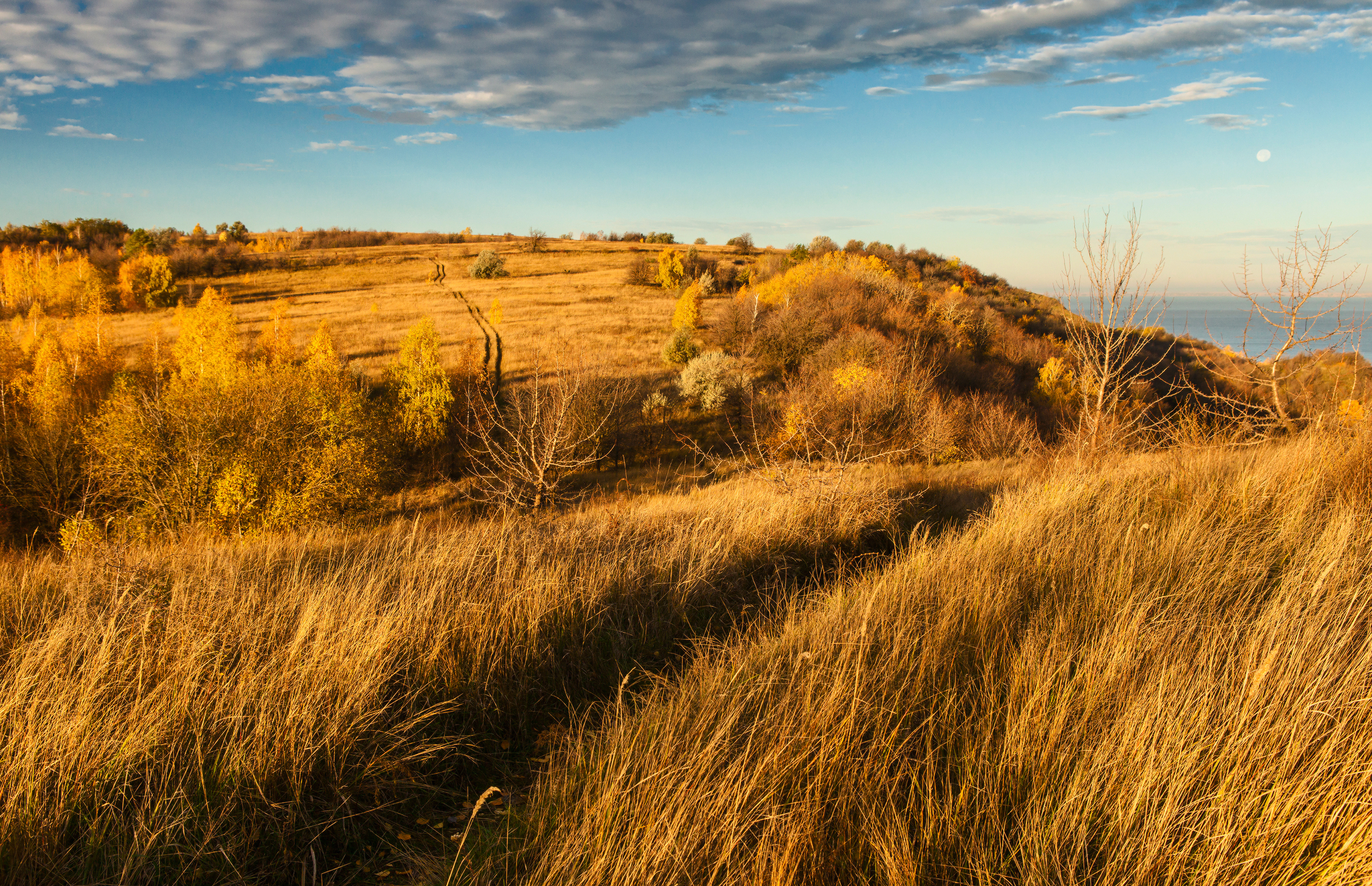
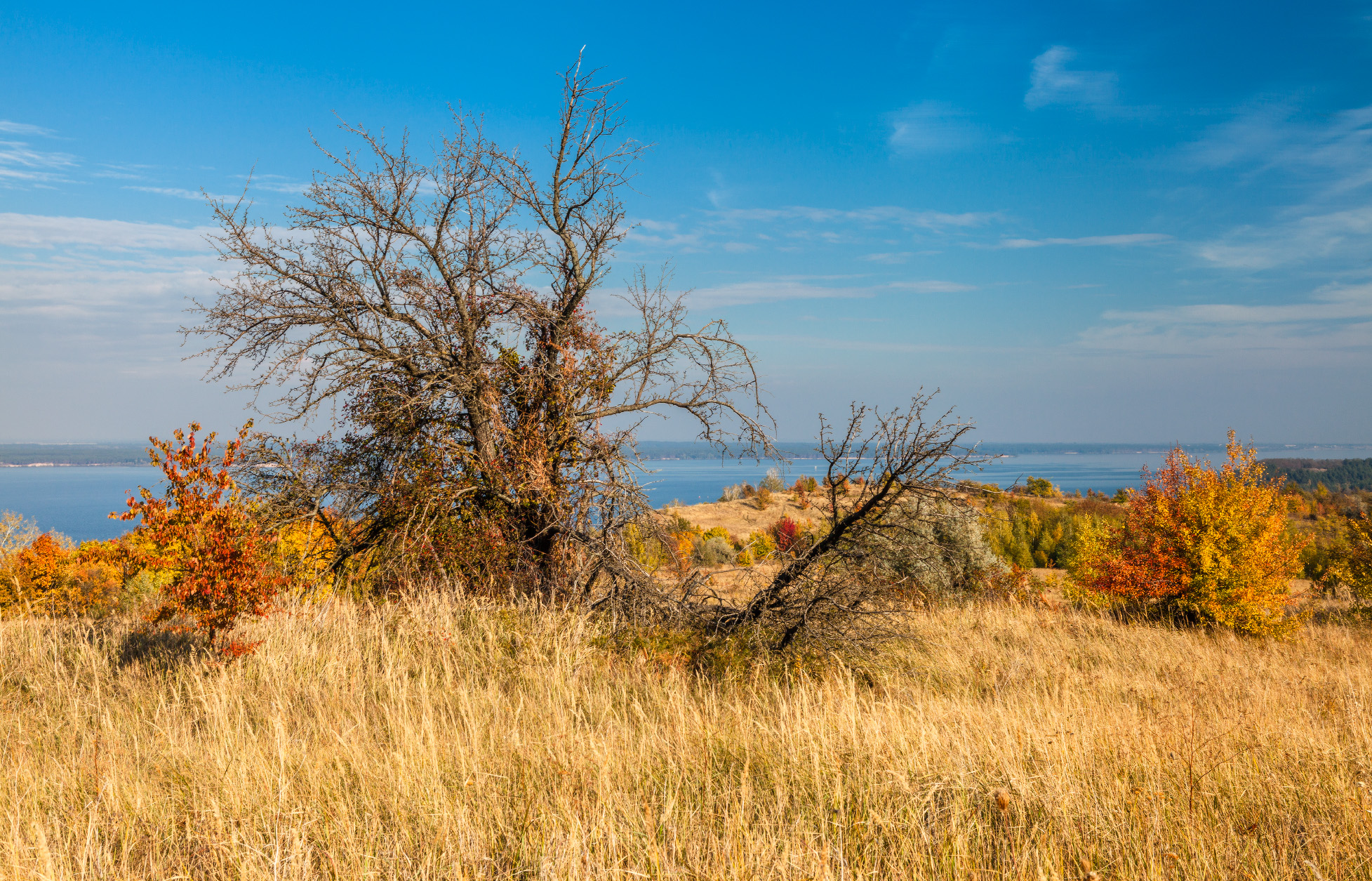
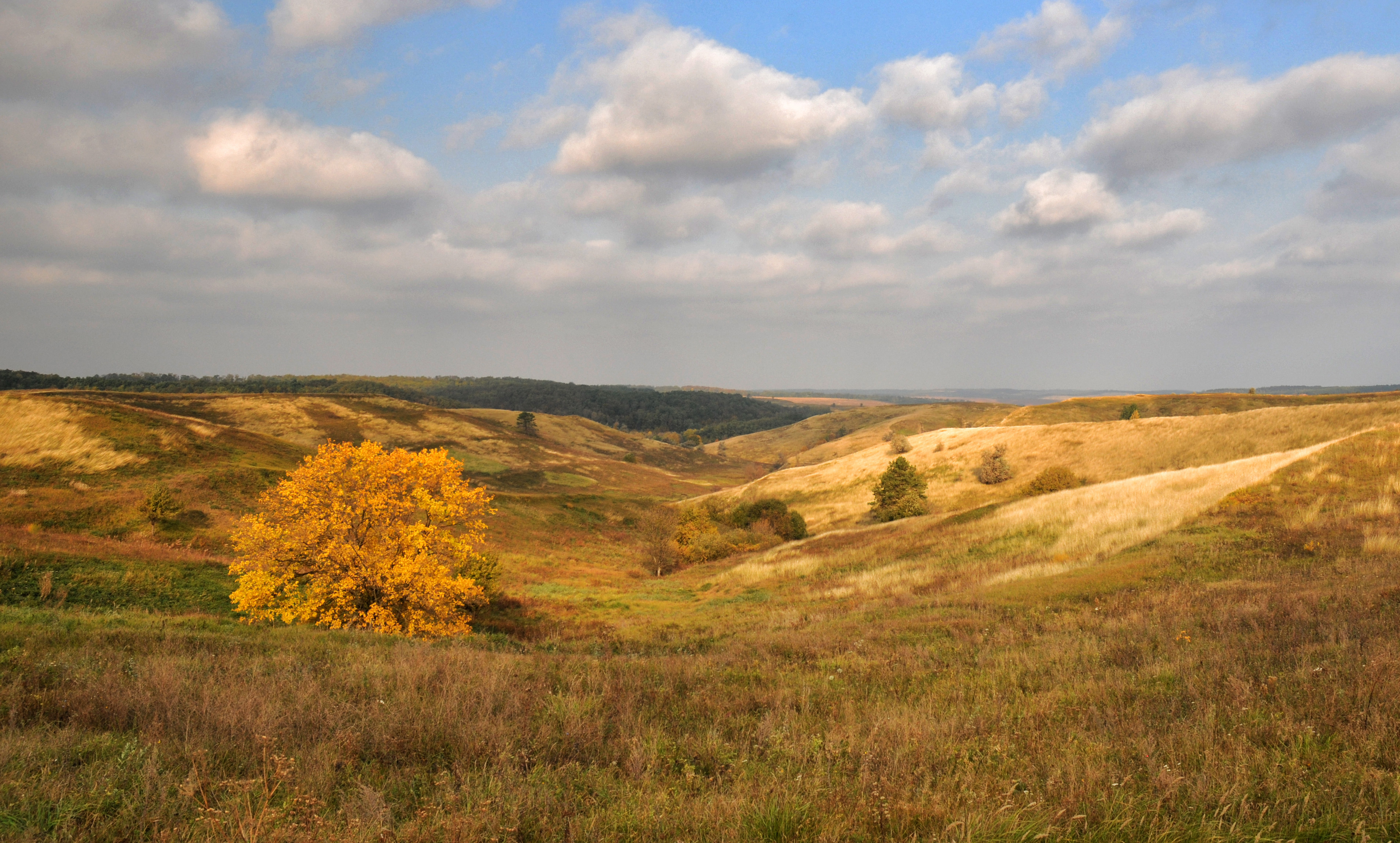
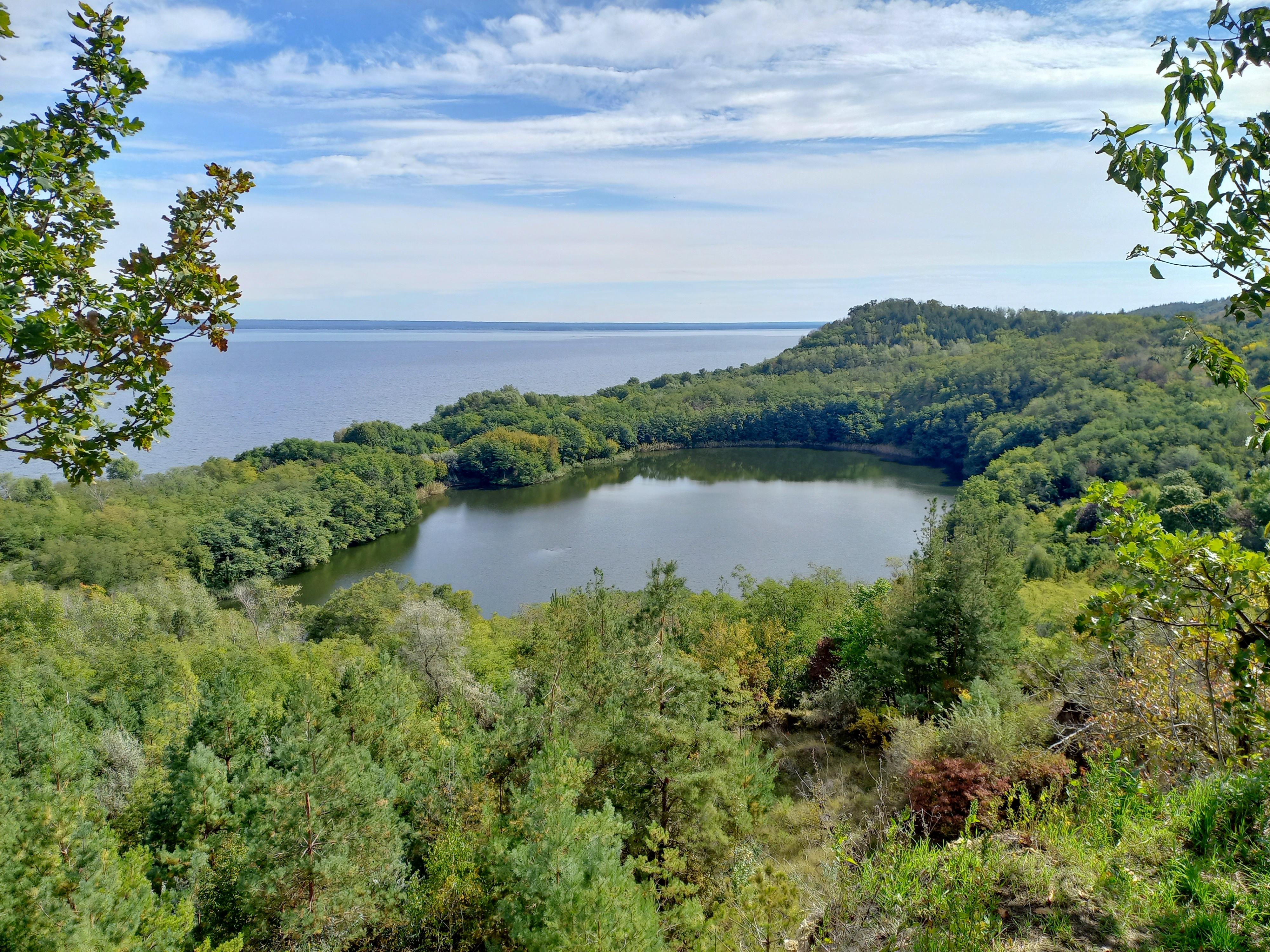
Озеро Бучак